# A Journey to the Center of the Mind
A Journey to the Center of the Mind (JCM) és una sèrie de llibres de James R. Fitzgerald, agent retirat de l'FBI, perfilador criminal i lingüista forense. La sèrie, publicada per Infinity Publishing entre 2014 i 2017, consta de tres volums que detallen cronològicament les circumstàncies de la vida i la carrera que van portar a la implicació de Jim Fitzgerald en la investigació UNABOM de l'FBI, que finalment va donar lloc a la detenció i el processament de Theodore Kaczinski, també conegut com a Theodore Kaczinski l'Unabomber.

## JCM Book I: The Coming-of-Age Years (2014)
El primer volum de la sèrie és un relat dels primers anys de Fitzgerald, des de la infància fins a la seva graduació a l'Acadèmia de Policia. El llibre descriu diverses relacions formatives i trobades amb amics (inclòs un futur assassí condemnat), infractors de la llei i policies, influències que el van posar en el camí cap a una carrera llarga i exitosa en l'aplicació de la llei.

## JCM Book II: The Police Officer Years (2017)
El segon llibre de la sèrie explica les experiències més significatives de Fitzgerald com a agent de policia al municipi de Bensalem, Pennsilvània, des de la seva primera nit de patrulla —un "judici amb foc" que va donar lloc a titulars— fins a la seva iniciació a la política del sistema legal. JCM II narra les investigacions, les detencions i els processaments que van conduir a la promoció de Fitzgerald a sergent i, finalment, al seu reclutament a l'Oficina Federal d'Investigacions.

## JCM Book III: The (First Ten) FBI Years (2017)
El tercer volum reprèn la història de la progressió de Fitzgerald en l'aplicació de la llei, començant amb el seu pas a l'Acadèmia de l'FBI a Quantico, Virgínia, abans de procedir a la seva primera assignació al molt respectat Joint Bank Robbery Task Force de la Divisió de Camp de Nova York, on la seva participació en les detencions de lladres, segrestadors, extorsionadors, assassins i pedòfils finalment van donar lloc a la promoció a Criminal Profiler al National Center for the Investigation of Violent Crime, que després donaria lloc a la Unitat d'Anàlisi de Comportament (BAU) de l'FBI. El llibre conclou amb el relat de la primera assignació de Fitzgerald com a perfilador amb el grup de treball de l'UNABOM a San Francisco, Califòrnia, on les seves habilitats en lingüística forense van ser fonamentals per a la detenció i el processament reeixit de l'Unabomber, Theodore Kaczynski, per resoldre el que havia estat la investigació més llarga i costosa de la història de l'FBI.